# سمیرنا (دلاور)
سمیرنا، دلاور (به انگلیسی: Smyrna, Delaware) یک سکونتگاه مسکونی در ایالات متحده آمریکا با جمعیت ۱۰٬۰۲۳ نفر است که در دلاویر واقع شده‌است.